# Hypsibius dujardini

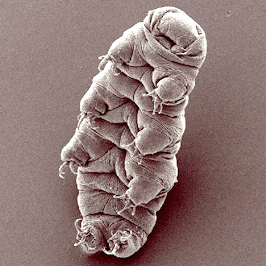
Сканограма Hypsibius dujardini

Hypsibius dujardini — вид безхребетних тварин класу справжніх тихоходів (Eutardigrada). Названо на честь французького зоолога Фелікса Джуардіна. Довжина тіла становить 220–300 мкм.

## Спосіб життя
Цей вид тихоходів є космополітом. Мешкає на поверхні ґрунту, віддає перевагу існуванню у вологих, затінених місцях, порослих мохами. Живиться головним чином бактеріями.
Як і інші види тихоходів належить до екстремофілів — тварин, які можуть переносити екстремальні умови існування. Зокрема, переносить дуже високу температуру — понад 100 °C, а також дуже низьку — навіть близьку до абсолютного нуля. Стійкий до рентгенівського випромінювання до рівня близько 570 000 рентгенів. Може переносити майже повне зневоднення. За екстремальних умов утворює стадію ендоспори, під час якої метаболізм знижується.
Розмножується шляхом партеногенезу. В експерименті було одержано кілька партеногенетичних поколінь Hypsibius dujardini, що нормально розвивалися й жили.

## Дослідження геному
Геном Hypsibius dujardini було розшифровано шляхом секвенування. З'ясувалось, що ці тварини мають компактний геном та період розмноження близько 13-14 днів при кімнатній температурі. Hypsibius dujardini можна культивувати безперервно протягом багатьох десятиліть та вони можуть бути піддані кріоконсервації. Було визнано, що геном цієї тварини є зручною моделлю для дослідження еволюції механізмів ембріогенезу.
У 2015 році було встановлено, що понад 17% (6500 з 38 тисяч генів) свого геному ці організми у ході еволюції отримали від інших організмів у процесі горизонтального перенесення генів. При цьому набір донорів виявився дуже різноманітним: у складі його геному гени 1300 видів бактерій, 40 видів архей, 91 вид грибів, 45 видів рослин і 6 вірусів. Це найбільший відомий серед тварин відсоток запозичених генів. Такий високий відсоток пояснюють здатністю переносити несприятливі умови — коли їх тіло піддається висушуванню, ДНК, ймовірно, розпадається на великі фрагменти. Коли екстремальні умови завершуються та їх тіло наповнюється водою, білки відновлюють пошкоджену ДНК. У цей момент до клітини можуть потрапляти фрагменти чужої ДНК, які вбудовуються до геному тихохода.